# Acronychia pubescens
Acronychia pubescens är en vinruteväxtart som först beskrevs av Jacob Whitman Bailey, och fick sitt nu gällande namn av C. White. Acronychia pubescens ingår i släktet Acronychia och familjen vinruteväxter. Inga underarter finns listade i Catalogue of Life.